# Damudya
Damudya è un sottodistretto (upazila) del Bangladesh situato nel distretto di Shariatpur, divisione di Dacca. Si estende su una superficie di 90,54 km² e conta una popolazione di 109.003 abitanti (dato censimento 1991).